# 森特鎮區 (印地安納州波西縣)
森特鎮區（英語：Center Township）是位於美國印地安納州波西縣的一個行政鎮區。

## 地方資料
根據2010年美國人口普查的數據，森特鎮區的面積為65.18平方千米，當中陸地面積為65.12平方千米，而水域面積為0.06平方千米。當地共有人口1321人，而人口密度為每平方千米20.27人。